# Championnat du Soudan de football 2022-2023
Navigation
Saison précédente Saison suivante
La saison 2022-2023 du Championnat du Soudan de football est la cinquante-neuvième édition de la première division au Soudan, la Sudan Premier League. Le championnat se déroule avec une poule de dix-huit équipes qui se rencontrent deux fois. À la fin de ce championnat les trois derniers sont relégués directement.
Le club Al Hilal Omdurman est le tenant du titre.

## Déroulement de la saison
Avec l'arrivée de quatre promus le championnat passe cette saison à dix-huit équipes.
Les deux premiers du classement se qualifient pour la prochaine édition de la Ligue des champions de la CAF. Le 3e et le vainqueur de la Coupe du Soudan disputeront la Coupe de la confédération 2023-2024.
La compétition est à l'arrêt depuis l'éclatement de la guerre des généraux.

## Les clubs participants
- Al Hilal Omdurman
- Hay Al Arab Port-Soudan
- Al Ahli Merowe
- Al Amal Atbara
- Al Ahli Khartoum
- Hay Al-Wadi
- Al Merreikh Omdurman
- Al Ahly Shendi
- Al-Shorta Al-Qadarif
- Al Hilal Port-Soudan
- Tuti SC Khartoum
- Al-Hilal Al-Fasher
- Wad Nobawi
- Kober Khartoum
- Haidob En-Nahud - Promu de D2
- Al-Falah Atbara - Promu de D2
- Al-Zuma - Promu de D2
- Al-Rabta Kosti - Promu de D2

## Compétition
Le barème de points servant à établir les classements se décompose ainsi :
- Victoire : 3 points
- Match nul : 1 point
- Défaite : 0 point

### Classement
| Rang | Équipe                  | Pts | J  | G  | N  | P  | Bp | Bc | Diff |
| ---- | ----------------------- | --- | -- | -- | -- | -- | -- | -- | ---- |
| 1    | Al Hilal Omdurman T     | 53  | 20 | 17 | 2  | 1  | 55 | 12 | +43  |
| 2    | Al Merreikh Omdurman    | 48  | 19 | 15 | 3  | 1  | 33 | 8  | +25  |
| 3    | Hay Al Arab Port-Soudan | 48  | 26 | 14 | 6  | 6  | 39 | 26 | +13  |
| 4    | Haidob En-Nahud P       | 45  | 28 | 13 | 6  | 9  | 32 | 25 | +7   |
| 5    | Al Ahli Khartoum        | 39  | 28 | 10 | 9  | 9  | 35 | 29 | +6   |
| 6    | Hay Al-Wadi             | 38  | 24 | 10 | 8  | 6  | 28 | 27 | +1   |
| 7    | Al-Hilal Al-Fasher      | 38  | 29 | 10 | 8  | 11 | 31 | 31 | 0    |
| 8    | Al Amal Atbara          | 35  | 26 | 10 | 5  | 11 | 24 | 28 | -4   |
| 9    | Kober Khartoum          | 35  | 29 | 9  | 8  | 12 | 32 | 38 | -6   |
| 10   | Al-Shorta Al-Qadarif    | 35  | 27 | 10 | 5  | 12 | 28 | 34 | -6   |
| 11   | Al Hilal Port-Soudan    | 34  | 26 | 8  | 10 | 8  | 25 | 28 | -3   |
| 12   | Wad Nobawi              | 32  | 27 | 6  | 14 | 7  | 20 | 24 | -4   |
| 13   | Al-Falah Atbara P       | 29  | 25 | 6  | 11 | 8  | 21 | 19 | +2   |
| 14   | Al Ahly Shendi          | 28  | 26 | 7  | 7  | 12 | 15 | 26 | -11  |
| 15   | Tuti SC                 | 27  | 27 | 7  | 6  | 14 | 26 | 38 | -12  |
| 16   | Al Ahli Merowe          | 25  | 27 | 4  | 13 | 10 | 19 | 36 | -17  |
| 17   | Al-Rabta Kosti P        | 22  | 26 | 5  | 7  | 14 | 16 | 32 | -16  |
| 18   | Al-Zuma P               | 22  | 28 | 4  | 10 | 14 | 22 | 40 | -18  |

|  | Qualification pour la Ligue des champions de la CAF 2023-2024           |
|  | Qualification pour la Coupe de la confédération 2023-2024               |
|  | Relégation directe                                                      |
|  | T : Tenant du titre C : Vainqueur de la Coupe du Soudan P : Promu de D2 |

## Bilan de la saison
| Championnat du Soudan de football 2022-2023                        |                         |
| Champion                                                           |                         |
| Qualifications continentales                                       |                         |
| Ligue des champions de la CAF 2023-2024                            | Al Hilal Omdurman       |
| Ligue des champions de la CAF 2023-2024                            | Al Merreikh Omdurman    |
| Coupe de la confédération 2023-2024                                | Hay Al Arab Port-Soudan |
| Coupe de la confédération 2023-2024                                | Haidob En-Nahud         |
| Promotions et relégations                                          |                         |
| Promus en Premier League                                           |                         |
| Relégués en Championnat du Soudan de football de deuxième division |                         |